# Pantabangan
Pantabangan è una municipalità di quarta classe delle Filippine, situata nella Provincia di Nueva Ecija, nella regione di Luzon Centrale.
Pantabangan è formata da 14 baranggay:
- Cadaclan
- Cambitala
- Conversion
- Fatima
- Ganduz
- Liberty
- Malbang
- Marikit
- Napon-Napon
- Poblacion East
- Poblacion West
- Sampaloc
- San Juan
- Villarica